# Liste der Bodendenkmale in Emmendorf
In der Liste der Bodendenkmale in Emmendorf sind alle Bodendenkmale der niedersächsischen Gemeinde Emmendorf aufgelistet. Die Quelle ist der Denkmalatlas Niedersachsen. Der Stand der Liste ist der 3. September 2024.

## Allgemein
In den Spalten finden sich folgende Informationen des Bodendenkmales :
- Lage        : geographische Koordinaten
- Bezeichnung : Bezeichnung lt. Denkmalatlas
- Beschreibung: Beschreibung lt. Denkmalatlas
- ID          : Objekt-ID
- Bild        : Bild, ggf. zusätzlich mit Link zu weiteren Fotos im Medienarchiv Wikimedia Commons.

## Emmendorf
| Lage                        | Bezeichnung             | Beschreibung | ID       | Bild |
| --------------------------- | ----------------------- | --- | -------- | ---- |
| 53° 1′ 20″ N, 10° 34′ 31″ O | Emmendorf 1, Grabhügel  | Etwas unregelmäßig, Länge ca. 20 m, Breite ca. 16 m und Höhe ca. 0,50 – 2,50 m. Oberfläche durch Kaninchenbaue und Eingrabungen beschädigt. | 32203399 | BW   |
| 53° 1′ 21″ N, 10° 34′ 28″ O | Emmendorf 2, Grabhügel  | | 32207738 | BW   |
| 53° 0′ 46″ N, 10° 34′ 1″ O  | Emmendorf 6, Grabhügel  | Sanft gewölbt, Durchmesser ca. 16 m und Höhe ca. 0,50 bis 1,00 m. In der Mitte eine kleine Delle.                                           | 32207480 | BW   |
| 53° 0′ 42″ N, 10° 34′ 2″ O  | Emmendorf 8, Grabhügel  | Rest eines zerstörten Grabhügels. Nur noch Erdring von 17 m Durchmesser und unregelmäßiger Höhe vorhanden.                                  | 32207481 | BW   |
| 53° 0′ 52″ N, 10° 33′ 30″ O | Emmendorf 10, Grabhügel | Kräftig gewölbt, Durchmesser ca. 16 m und Höhe ca. 1,20 m, stark zerstört.                                                                  | 32207971 | BW   |
| 53° 0′ 48″ N, 10° 34′ 7″ O  | Emmendorf 34, Grabhügel | Flach gewölbt, rund, Durchmesser ca. 20 m und Höhe ca. 1,00 m.                                                                              | 32207972 | BW   |
| 53° 0′ 49″ N, 10° 34′ 6″ O  | Emmendorf 35, Grabhügel | Flach gewölbt, rund, Durchmesser ca. 21 m und Höhe ca. 1,00 m.                                                                              | 32206066 | BW   |
| 53° 1′ 18″ N, 10° 34′ 29″ O | Emmendorf 36, Grabhügel | | 32207973 | BW   |
| 53° 1′ 21″ N, 10° 34′ 31″ O | Emmendorf 37, Grabhügel | | 32208216 | BW   |
| 53° 1′ 20″ N, 10° 34′ 30″ O | Emmendorf 38, Grabhügel | | 32208217 | BW   |

## Heitbrack
| Lage                        | Bezeichnung             | Beschreibung | ID       | Bild |
| --------------------------- | ----------------------- | --- | -------- | ---- |
| 53° 1′ 30″ N, 10° 35′ 11″ O | Heitbrack 10, Grabhügel | Flach gewölbt, jetzt eher oval, Durchmesser von ca. 15 × 11 m und Höhe ca. 0,80 m.                                                                         | 32206321 | BW   |
| 53° 1′ 35″ N, 10° 35′ 12″ O | Heitbrack 11, Grabhügel | Flach gewölbt, Durchmesser ca. 8 m und Höhe ca. 0,60 m. Oberfläche etwas eingesunken.                                                                      | 32208218 | BW   |
| 53° 1′ 44″ N, 10° 35′ 8″ O  | Heitbrack 13, Grabhügel | Der Rest eines abgegrabenen und wohl recht markanten Grabhügels mit ehemaligem Durchmesser 12 m und Resthöhe ca. 1,6 m.                                    | 32208713 | BW   |
| 53° 1′ 28″ N, 10° 35′ 21″ O | Heitbrack 15, Grabhügel | | 32208714 | BW   |
| 53° 1′ 33″ N, 10° 35′ 35″ O | Heitbrack 16, Grabhügel | Flach, linsenartig, Durchmesser ca. 8 × 4 m und Höhe ca. 0,20 m, in der Mitte etwas eingesunken und ein Grabungsloch.                                      | 32208715 | BW   |
| 53° 2′ 2″ N, 10° 34′ 53″ O  | Heitbrack 19, Grabhügel | Flach gewölbt, Durchmesser ca. 15 m und Höhe ca. 1,4 m. | 32207000 | BW   |
| 53° 2′ 19″ N, 10° 35′ 0″ O  | Heitbrack 20, Grabhügel | Kräftig gewölbt, Durchmesser ca. 17 m und Höhe ca. 1,40 m.                                                                                                 | 32208357 | BW   |
| 53° 2′ 6″ N, 10° 34′ 56″ O  | Heitbrack 21, Grabhügel | Kräftig gewölbt (Nord-Süd gerichtet), Länge ca. 21 m, Breite ca. 15 m und Höhe ca. 1,80 m.                                                                 | 32207015 | BW   |
| 53° 2′ 6″ N, 10° 34′ 54″ O  | Heitbrack 22, Grabhügel | Rest eines abgegrabenen Rundhügels, Durchmesser ca. 11 m und Höhe bis 0,80 m.                                                                              | 32207016 | BW   |
| 53° 2′ 7″ N, 10° 34′ 54″ O  | Heitbrack 23, Grabhügel | Kräftig gewölbt, Durchmesser ca. 16 m und Höhe ca. 1,4 m, im Osten angegraben.                                                                             | 32207017 | BW   |
| 53° 2′ 8″ N, 10° 34′ 56″ O  | Heitbrack 24, Grabhügel | Flach gewölbt, Durchmesser ca. 11 m und Höhe ca. 0,90 – 1,50 m mit Kopfstich.                                                                              | 32207266 | BW   |
| 53° 2′ 9″ N, 10° 34′ 55″ O  | Heitbrack 25, Grabhügel | Kräftig gewölbt, Durchmesser ca. 12 m und Höhe ca. 2,20 m.                                                                                                 | 32207267 | BW   |
| 53° 2′ 9″ N, 10° 34′ 56″ O  | Heitbrack 26, Grabhügel | Kräftig gewölbt, Durchmesser ca. 15 m und Höhe ca. 1,60 m mit einem Kopfstich.                                                                             | 32207268 | BW   |
| 53° 2′ 8″ N, 10° 34′ 57″ O  | Heitbrack 27, Grabhügel | Kräftig gewölbt, Durchmesser ca. 12 m und Höhe ca. 1,50 m mit einer langen Eingrabung.                                                                     | 32207636 | BW   |
| 53° 2′ 9″ N, 10° 34′ 58″ O  | Heitbrack 28, Grabhügel | Flach gewölbt, Durchmesser ca. 11 m und Höhe ca. 0,90 – 1,50 m mit Kopfstich.                                                                              | 32207637 | BW   |
| 53° 2′ 7″ N, 10° 34′ 58″ O  | Heitbrack 29, Grabhügel | Flach gewölbt, Durchmesser ca. 11 m und Höhe ca. 0,90 – 1,50 m mit Kopfstich.                                                                              | 32207638 | BW   |
| 53° 2′ 8″ N, 10° 34′ 58″ O  | Heitbrack 30, Grabhügel | Kräftig gewölbt, Durchmesser ca. 14 m und Höhe ca. 1,6 m.                                                                                                  | 32208117 | BW   |
| 53° 2′ 9″ N, 10° 34′ 59″ O  | Heitbrack 31, Grabhügel | Kräftig gewölbt, Durchmesser ca. 17 m und Höhe ca. 2,2 m.                                                                                                  | 32208118 | BW   |
| 53° 2′ 8″ N, 10° 35′ 0″ O   | Heitbrack 32, Grabhügel | Flach gewölbt, Durchmesser ca. 13 m und Höhe ca. 1,2 m. | 32208637 | BW   |
| 53° 2′ 7″ N, 10° 34′ 59″ O  | Heitbrack 33, Grabhügel | Markant, Durchmesser ca. 18 m und Höhe ca. 2,4 m, etwas eingesunken.                                                                                       | 32208638 | BW   |
| 53° 2′ 7″ N, 10° 35′ 1″ O   | Heitbrack 34, Grabhügel | Flach gewölbt, Durchmesser ca. 13 m und Höhe ca. 1,4 m. | 32208639 | BW   |
| 53° 2′ 6″ N, 10° 35′ 0″ O   | Heitbrack 35, Grabhügel | Flach gewölbt, Durchmesser ca. 13 m und Höhe ca. 0,8 m, Mitte etwas eingesunken.                                                                           | 32208873 | BW   |
| 53° 2′ 5″ N, 10° 34′ 59″ O  | Heitbrack 36, Grabhügel | Kräftig gewölbt, Durchmesser ca. 13 m und Höhe ca. 1,20 m mit einem Eingrabungsloch.                                                                       | 32208874 | BW   |
| 53° 2′ 12″ N, 10° 34′ 59″ O | Heitbrack 37, Grabhügel | Flach gewölbt, Durchmesser ca. 10 m und Höhe ca. 1,2 m. | 32208875 | BW   |
| 53° 2′ 20″ N, 10° 34′ 59″ O | Heitbrack 38, Grabhügel | Sehr markant, Durchmesser ca. 21 × 26 Meter und Höhe ca. 2,20 Meter mit Kopfstich.                                                                         | 32207289 | BW   |
| 53° 2′ 17″ N, 10° 34′ 59″ O | Heitbrack 39, Grabhügel | Flach gewölbt, Durchmesser ca. 16 × 11 Meter und Höhe ca. 0,8 Meter, Ausgrabungsspuren. Oberfläche dicht mit faust- bis doppelfaustgroßen Steinen übersät. | 32207290 | BW   |
| 53° 2′ 16″ N, 10° 35′ 1″ O  | Heitbrack 40, Grabhügel | Durchmesser ca. 13 m und Höhe ca. 1,40 m, eine große flache Eingrabungsstelle in der Mitte.                                                                | 32207291 | BW   |
| 53° 2′ 15″ N, 10° 35′ 0″ O  | Heitbrack 41, Grabhügel | Flach gewölbt, Durchmesser ca. 13 m und Höhe ca. 1 m, mehrere flache Eingrabungsspuren.                                                                    | 32209455 | BW   |
| 53° 2′ 12″ N, 10° 34′ 56″ O | Heitbrack 42, Grabhügel | Markant, Durchmesser ca. 19 m und Höhe ca. 1,80 m und großer Kopfstich.                                                                                    | 32209456 | BW   |
| 53° 2′ 12″ N, 10° 34′ 57″ O | Heitbrack 43, Grabhügel | Flach gewölbt, Durchmesser ca. 17 m und Höhe ca. 1,60 m, in der Mitte eine Eingrabungsdelle.                                                               | 32209457 | BW   |
| 53° 2′ 11″ N, 10° 35′ 0″ O  | Heitbrack 44, Grabhügel | Rest eines kleinen Rundhügels, nur Hügelfuß vorhanden, Durchmesser ca. 13 m und Höhe des Randes bis 0,6 m.                                                 | 32209583 | BW   |
| 53° 2′ 13″ N, 10° 35′ 0″ O  | Heitbrack 45, Grabhügel | Flach gewölbt, Durchmesser ca. 20 m und Höhe ca. 1,6 m. | 32209584 | BW   |
| 53° 2′ 14″ N, 10° 35′ 0″ O  | Heitbrack 46, Grabhügel | Flach gewölbt, Durchmesser ca. 12 m und Höhe ca. 0,8 m, in der Mitte von oben aufgegraben.                                                                 | 32209585 | BW   |
| 53° 1′ 58″ N, 10° 36′ 20″ O | Heitbrack 49, Grabhügel | Flach gewölbt, Durchmesser ca. 11 m und Höhe ca. 1,4 m. | 32206322 | BW   |
| 53° 2′ 1″ N, 10° 36′ 14″ O  | Heitbrack 60, Grabhügel | | 32207001 | BW   |
| 53° 1′ 57″ N, 10° 36′ 22″ O | Heitbrack 61, Grabhügel | Wallartige runde Reste von einem, oder eventuell zwei ehemaligen Grabhügeln, Maße nicht bestimmbar.                                                        | 32207002 | BW   |

## Walmstorf
| Lage                        | Bezeichnung             | Beschreibung                                                                                         | ID       | Bild |
| --------------------------- | ----------------------- | --- | -------- | ---- |
| 53° 1′ 36″ N, 10° 34′ 48″ O | Walmstorf 17, Grabhügel | Kräftig gewölbt, Dm. von 9 m und H. 1 m. Auf der Oberfläche einige kopf- bis doppelkopfgroße Steine. | 32206812 | BW   |